# Singakademie Halle
Die Singakademie Halle ist nach der Sing-Akademie zu Berlin eine der ältesten Singakademien Deutschlands, gegründet 1814 durch Johann Friedrich Naue, der neben Felix Mendelssohn Bartholdy unter anderem Schüler Carl Friedrich Zelters war. Seit 1907 trägt sie den Namen ihres bedeutendsten Leiters (Robert-Franz-Singakademie), sie wurde 1953 der Staatskapelle Halle angegliedert. Die Institution besteht aus einem semi-professionellen Laienchor mit derzeit 70 aktiven Sängern.

## Geschichte

### Die Singakademie unter ihrem Begründer J. F. Naue
1808 wurde im Hallischen patriotischen Wochenblatt erstmals der Wunsch nach einer solchen Institution laut, und 1814 in derselben Zeitung zum ersten Mal von einer Singakademie geredet, die zur akademischen Feier im Dom zu Halle am Geburtstag des Königs Friedrich Wilhelm III. (3. August) gesungen hatte. In der Bemerkung, dass die „unter der Leitung des Hrn. Prof. Maaß und des Hrn. Naue seit einiger Zeit gebildete höchst achtungswerthe Singakademie […] Compositionen des großen Händel, der einst Britanniens Stolz war, und, als ein gebohrner Hallenser, unser Stolz ist“, dargeboten hat, drückt sich die zunehmende Identifikation der Hallenser mit Georg Friedrich Händel, dem größten Sohn der Stadt, aus. Das lag auch in der Sehnsucht nach einem wachsenden Nationalgefühl begründet – etwas, das um die Zeit der Befreiungskriege in ganz Deutschland zu beobachten war.
Als Johann Friedrich Naue in Berlin bei Carl Friedrich Zelter Unterricht in Komposition erhielt, lernte er die weltweit erste Singakademie kennen, die 1791 von Carl Friedrich Christian Fasch gegründet und 1800 an dessen Schüler Carl Friedrich Zelter weitergegeben worden war. Vermutlich ergriff er daraufhin zusammen mit seinem einstigen akademischen Lehrer Johann Gebhard Ehrenreich Maaß die Initiative, auch in Halle eine derartige Institution einzurichten, nachdem in Leipzig und Dresden gerade welche entstanden waren. Naue, 1817 als Universitätsmusikdirektor an die Friedrichs-Universität in Halle berufen, die gerade mit der Wittenberger Universität vereinigt wurde, leitete die Singakademie Halle selbst bis 1833. Höhepunkt seiner Amtszeit war für die Singakademie 1829 das von ihm organisierte Erste Musikfest des Thüringisch-Sächsischen Musikvereins in Halle, bei dem sie sich mit 371 Sängern und Georg Friedrich Händels Oratorium Samson präsentierte. Danach geriet die Institution in eine schwere Krise, die erst überwunden war, als sein Nachfolger Simon Georg Schmidt die Akademie als Teil des Halleschen Musikvereins wiederbelebte.

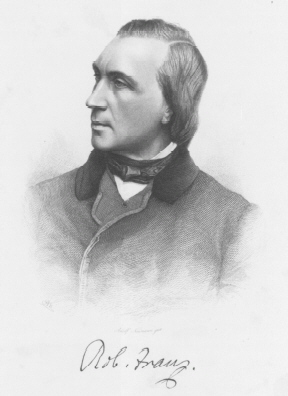
Robert Franz

### Die Blütezeit unter Robert Franz
1841 ging Schmidt nach Bremen. Zum Abschied dirigierte er zum 300. Jahrestag der Einführung der Reformation am 1. November 1841 in St. Moritz, Halle unter der Mitwirkung von 300 Sängern Händels Messiah HWV 56. Nach einer neuen Krise in den Jahren 1847 bis 1849, die auf der Loslösung der Singakademie vom Halleschen Musikverein beruhte, erlebte die Institution unter dem Komponisten, Organisten und Chorleiter Robert Franz eine Blütezeit, die sie in ganz Deutschland bekannt machte.
Der gebürtige Hallenser übernahm das Amt des Dirigenten 1842 als würdiger Nachfolger Johann Friedrich Naues und brachte neue Mitglieder mit, Sänger eines von ihm geleiteten privaten Sängerkränzchens. Max Erlanger, der die Akademie vor ihm wenige Monate hatte, war der Aufgabe nicht gewachsen. Anfänglich betrachteten Mitglieder und Musikfreunde auch Robert Franz skeptisch, denn der neue Leiter war kein begnadeter Dirigent seiner Zeit. Doch es zeigte sich, dass seine Stärke darin bestand, die Mitwirkenden dadurch zu motivieren, dass er ihnen das eigentliche Wesen jedes Werkes zu erschließen verstand. 1865 zählte die Singakademie Halle 400 Mitglieder, von denen 100 aktiv im Chor sangen. In diesen Jahren studierte Franz zahlreiche Werke ein, die inzwischen zur musikalischen Standardliteratur gehören: Das Requiem von Mozart bei den alljährlichen Soiréen zum Totensonntag (gern im Wechsel mit Cherubinis Requiem), Oratorien von Händel wie Messiah HWV 56, Israel in Egypt HWV 54, Judas Maccabäus HWV 63 sowie Kantaten von Johann Sebastian Bach. Aber auch Werke damaliger Zeitgenossen kamen zur Aufführung wie des in Leipzig lebenden Robert Schumann Das Paradies und die Peri op. 50 oder Rombergs Glocke. Noch bis in die Mitte der 1870er Jahre hinein studierte die Singakademie Halle Händel-Werke ein. Danach beschränkte sie sich weitgehend auf Wiederholungen.
Die Proben fanden in der Regel im Saal des Hotel und Gasthofs Zum Kronprinzen in der Kleinen Klausstr. 16 am Marktplatz statt, in dem regelmäßig Theater- und Konzertveranstaltungen stattfanden, u. a. 1829 die Musiktage mit Carl Friedrich Zelter und 1835 ein Konzert mit Clara Wieck (heute: Ärztehaus Mitte, Halle).

### Die Akademie als Träger der Wiederbelebung bearbeiteter Werke Bachs und Händels
„Aufführungen nach Notenausgaben, die nur den ‚Urtext‘ ohne jeglichen Zusätze wiedergeben, lehne ich vehement ab, denn ihre notengetreue Wiedergabe führte nach meiner Ansicht zu blutleeren Interpretationen, die nur ein Zerrbild der eigentlichen Musik wiedergeben.“ (Robert Franz)
Eigens für die Konzerte mit der Singakademie richtete Robert Franz – wie Mozart 1788/89 vor ihm – insbesondere die Werke Bachs und Händels ein und ließ sie in Druck geben, so dass sie weit über den Kreis der Singakademie hinaus Verbreitung fanden. Bedeutende Bach-Forscher wie Philipp Spitta und der in Hamburg lebende Händel-Forscher Friedrich Chrysander kritisierten Robert Franz’ Bearbeitungen seinerzeit allerdings heftig: Die nicht mehr gebräuchlichen oder als nicht mehr passend empfundenen Instrumente waren durch moderne ersetzt, bereichert um weitere Blasinstrumente, um nach Maßstäben des 19. Jahrhunderts einen „Wohlklang“ zu erzielen. Franz setzte viele Generalbässe für verschiedene Blasinstrumente aus, weil eine Orgel nach seinen Vorstellungen nicht genügend Ausdrucksmöglichkeiten bot. Robert Franz veröffentlichte 1871 einen „Offenen Brief an Eduard Hanslick über Bearbeitungen älterer Tonwerke namentlich Bach’scher und Händel’scher Vocalmusik“, in dem er seine Ansichten und Beweggründe darlegte. So wurde die Singakademie Halle 30 Jahre lang auf ihre Weise bedeutender Träger der Wiederbelebungsbewegung Bach’scher und Händel’scher Werke, die Anfang des 19. Jahrhunderts mit Carl Friedrich Zelter und insbesondere dem musikalischen Wirken seines bedeutendsten Schülers Felix Mendelssohn Bartholdy ihren Lauf nahm.

### Die Ära nach Robert Franz

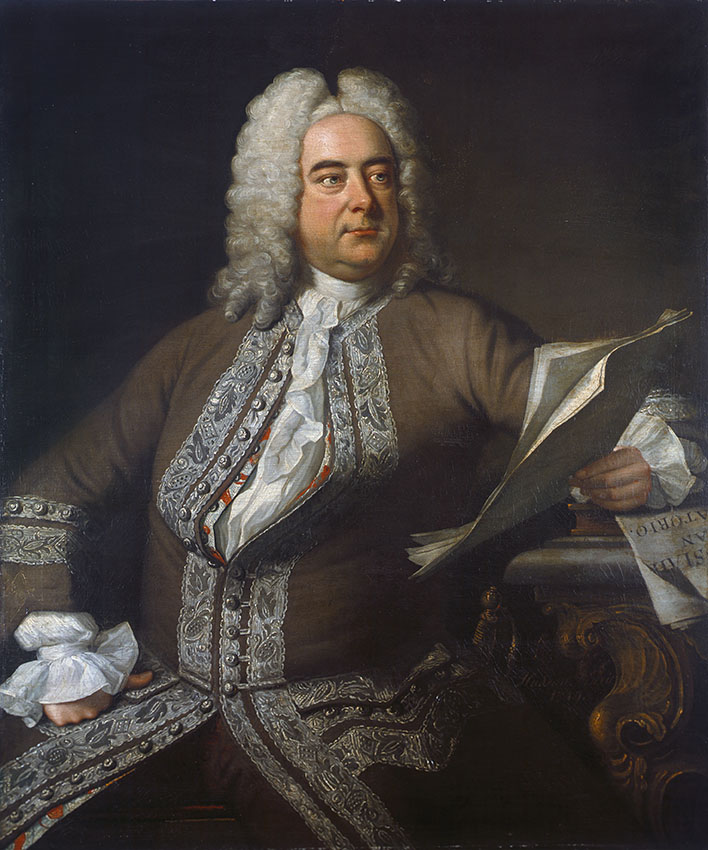
Georg Friedrich Händel

Robert Franz legte 1867 die musikalische Leitung der Singakademie nieder. Sie war durch ihn so stark geprägt, insbesondere bei den Werken Bachs und Händels, dass es in der Ära nach ihm noch sehr viel später zu Spannungen innerhalb der Akademie und schließlich zur Spaltung kam.
Ihr neuer Leiter Felix Voretzsch benutzte zunächst zwar noch weiter die Bearbeitungen Franz’, kam dann aber immer mehr davon ab. Daraufhin setzte der Vorstand der Singakademie 1880 ihren Dirigenten ab, woraufhin die meisten Mitglieder austraten und mit ihrem Ex-Dirigenten ein Jahr später eine zweite, eine Neue Singakademie gründeten, die sich weniger an Robert Franz, dem alten Leiter mit dessen Gepflogenheiten verbunden sah. Voretzsch leitete die Neue Singakademie bis 1900. Sein Nachfolger wurde Willy Wurfschmidt. Bis in die 1920er Jahre hinein existierten beide Singakademien nebeneinander, wobei die sich mit Robert Franz verbundene (ursprünglich durch Naue gegründet) ab 1907 bewusst Robert-Franz-Singakademie und die durch Voretzsch gegründete 1908 provokant Hallische Singakademie nannte. Beide boten regelmäßig niveauvolle Konzerte, Oratorien Georg Friedrich Händels, teilweise schon einen Tag, nachdem die andere ein großes Werk aufführte.
Die Robert-Franz-Singakademie stand nach der Spaltung 1880 bis 1911 unter der Leitung eines in Halle als Orgel- und Klaviervirtuose sehr erfolgreichen Liszt-Schülers. Die Wahl fiel auf ihn, dem Universitätsmusikdirektor Otto Reubke, weil er neben seiner Funktion als Musiklehrer und Lektor seit längerem schon einen Gesangsverein mit über 100 Mitgliedern leitete und Erfahrungen mit der Aufführung von Werken Händels und Bachs in Franz’scher Bearbeitung hatte. Stärker als bisher war das Wirken der Singakademie unter Reubke nun auf öffentliche Aufführungen gerichtet, deren Qualität durch die Einbeziehung professioneller Solisten gehoben werden sollte. Sein Nachfolger war der Königliche Musikdirektor und Universitätsmusikdirektor Alfred Rahlwes, der die Robert-Franz-Singakademie bis 1946 leitete und für sie mehrere Händel-Werke einrichtete.
Seitdem hat die Singakademie eine wechselvolle Entwicklung genommen, u. a. im Jahre 1953, in dem sie an das Staatliche Sinfonieorchester Halle angeschlossen wurde, was sie seitdem verpflichtet, zusammen mit dem Orchester jährlich eine bestimmte Anzahl an Konzerten zu leisten, in Halle sowie im mitteldeutschen Raum. Gastspiele führten die Sänger der Akademie 1970 nach Veszprém, 1975 nach Paris, 1991 nach Hannover und Hildesheim, 1992 nach Sankt Petersburg mit dem Händel-Oratorium L’Allegro, il Penseroso ed il Moderato (Franz’sche Bearbeitung), 1995 nach Braunschweig und Burg Gnandstein sowie 2005 nach Rom, 2014 nach Bratislava, 2019 nach Laren (NL) mit einer Matthäuspassion in Kammerchorbesetzung und 2022 unter der Leitung von Hartmut Haenchen mit dem Verdi-Requiem nach Pisa. Beim IV. Internationalen Chorwettbewerb in Budapest 1993 bekam die Singakademie Halle ein Silbernes Diplom. Die Zelter-Plakette erhielt sie im Jahre 1999. Der Chor ist seit 1990 Mitglied im Verband deutscher Konzertchöre (VdKC).

## Bedeutung der Singakademie für die Europäische Händel-Pflege
In der Geburtsstadt Georg Friedrich Händels spielte seine Musik, soweit das heute beurteilt werden kann, keine nennenswerte Rolle bis Anfang des 19. Jahrhunderts, obwohl nach einem ersten Händel-Konzert außerhalb Englands 1766 in Berlin (Alexander’s Feast) auch in Städten wie Florenz, Hamburg, Weimar, Leipzig und Braunschweig vereinzelt Aufführungen folgten. Daniel Gottlob Türk brachte mit dem Messiah (Mozart’sche Fassung) KV572 1803 in Halle erstmals ein Händel-Werk zu Gehör an einem eigens dafür eingerichteten Händel-Abend.
Das Verdienst der Singakademie Halle für die Europäische Händel-Pflege ist, dass sich in der Geburtsstadt Georg Friedrich Händels ab 1814 ein Bewusstsein für die Pflege seiner Werke festigte. Schon während ihrer Gründungsjahre trat sie unter Johann Friedrich Naue anders als in anderen Vereinen gleich mit mehreren Händel’schen Oratorien in Erscheinung wie 1820 mit Saul und Solomon, 1836 unter Schmidt mit Messiah, Judas Maccabäus und wiederum Saul sowie 1838 mit dem Dettinger Te Deum, Alexander’s Feast und Israel in Egypt.
Der bedeutendste Leiter der Singakademie, Robert Franz, richtete zahlreiche Bearbeitungen der Werke Händels eigens für die Akademie ein und publizierte sie mit ihr über die Stadtgrenzen hinaus. Die Mitglieder der Akademie verstehen sich aus diesem Grund seit jeher als bedeutender Träger der Händel-Pflege (neben der Pflege Bach’scher und Franz’scher Werke).
Erster Höhepunkt der Europäischen Händel-Pflege ist zweifellos 1859 die aufwändigen Feierlichkeiten zum 100. Todestag des Komponisten, an denen die Singakademie Halle maßgeblich beteiligt war. Georg Gottfried Gervinus startete Jahre zuvor einen Aufruf an alle Musikvereine im deutschsprachigen Raum, Aufführungen zugunsten eines den Komponisten würdigenden Denkmals zu veranstalten, das in Händels Geburtsstadt auf dem Marktplatz gegenüber der Marktkirche Unser Lieben Frauen platziert werden soll, in der dieser das Orgelspiel bei Friedrich Wilhelm Zachow lernte. Tatsächlich gingen daraufhin aber etliche Spendengelder nicht nur aus zahlreichen Städten Deutschlands ein, sondern auch aus England. Die Singakademie Halle hatte an diesem Projekt, das überraschend ein deutsch-englisches wurde, wesentliche Anteile, da sie in den Jahren nach dem Aufruf von Gervinus gleich mehrere beeindruckende Oratorien unter Robert Franz zugunsten des Denkmalfonds zur Aufführung brachte. Im März 1856 im Saal der Franckeschen Stiftungen Händels Samson und 1857 der Messiah (Mozart-Franz’sche Fassung), der ein Jahr später wiederholt wurde. Im gleichen Jahr führte die Singakademie auch Israel in Egypt und zum wiederholten Male Samson auf. Dank ihres Engagements und anderer Vereine konnten sich zur feierlichen Einweihung des Händel-Denkmals in Halle am 1. Juli 1859 Hermann Heidel sowie zahlreiche Honoratioren und bedeutende Künstler, unter ihnen auch Franz Liszt, einfinden, worauf die Singakademie anschließend in der Marktkirche Unser Lieben Frauen dankte mit einer außergewöhnlichen Aufführung des Händel-Oratoriums Samson, bei der namhafte Solisten sangen wie Johanna Jachmann-Wagner (die Nichte Richard Wagners). Fast jedes Jahr wurden nun Händel-Werke in Halle, der Geburtsstadt des Komponisten, dargeboten.
Bei den Feierlichkeiten zum 200. Geburtstag Georg Friedrich Händels ernannte man den Ex-Chef der Singakademie Halle, Robert Franz zum Ehrenpräsidenten des Vorbereitungskomitees. Am Vorabend zu Händels Geburtstag (23. Februar 1885) führte die unter Voretzsch kurzzeitig gegründete Neue Singakademie im Saal des Schützenhauses Händels Hercules auf. Die ältere Singakademie unter Otto Reubke brachte am Jubiläumsabend einmal neu den Messiah (Mozart-Franz'sche Fassung) zu Gehör.
Seit Gründung der jährlichen Händel-Festspiele im Jahre 1952 gestaltete die Singakademie zusammen mit dem Staatlichen Sinfonieorchester Halle traditionell das Abschlusskonzert der Festspiele in der Galgenbergschlucht und
war wesentlich beteiligt am Aufbau und der Festigung einer Tradition dieser Festspiele, die neben denen in Göttingen und Karlsruhe regelmäßig inzwischen mit den renommiertesten Händel-Experten aus aller Welt veranstaltet werden wie im Jahr 1997 mit Emma Kirkby, 1999 mit Trevor Pinnock und im Jahr 2000 mit John Eliot Gardiner.
Die Aufgabe der Robert-Franz-Singakademie heute in der verstärkt globalisierten Welt besteht daher zunehmend in der geistigen Überwindung nationaler Grenzen im Hinblick auf die biografischen Besonderheiten ihres durch die Jahrhunderte weg prägenden Komponisten Händel, um neben anderen bedeutenden Chorvereinigungen in einer Musikstadt wie Halle a.d. Saale zukunftsfähig zu bleiben.

## Leiter der Singakademie Halle
- 1814–1833 Johann Friedrich Naue
- 1833–1841 Simon Georg Schmidt
- 1841–1841 Max Erlanger
- 1841–1867 Robert Franz
- 1867–1881 Felix Voretzsch
- 1881–1911 Otto Reubke
- 1911–1946 Königlicher Musikdirektor Alfred Rahlwes
- 1946–1948 Johannes Piersig
- 1948–1953 Hans Stieber
- 1953–1956 Werner Gößling
- 1956–1964 Horst Förster
- 1964–1973 Hartmut Haenchen
- 1973–1987 Wolfgang Unger
- 1987–1991 Christian Schicha
- 1991–1992  Böhme
- 1992–1995 Uta Lesch
- 1995–2011 Gothart Stier
- 2011–2014 Frank-Steffen Elster
- 2014–2020 Nikolaus Müller
- seit 2020 Andreas Reuter

## Nachweise
1. ↑  Niemeyer: Ueber Singchöre, Currenden und Singakademieen, mit Rücksicht auf das Singchor unsrer Stadt. In: Hallisches patriotisches Wochenblatt vom 5. November 1808, S. 703–709.
2. ↑  Die Feyer des dritten Augusts. In: Hallisches patriotisches Wochenblatt vom 13. August 1814, S. 567–575; hier: S. 572.